# Шоро (музыка)

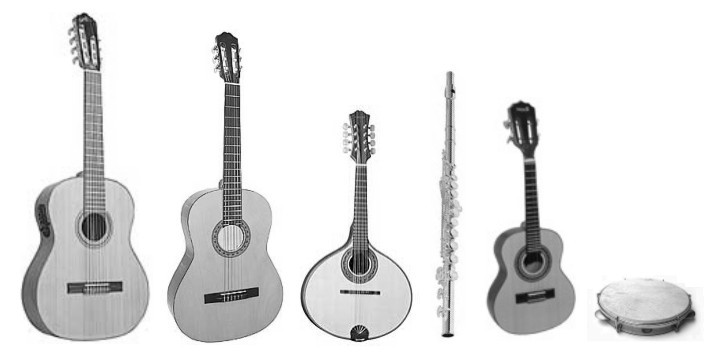
Инструменты ансамбля, исполняющего шору

Шо́ро (точнее: шо́ру порт. choro [ˈʃoɾu] — «крик» или «плач», также широко используется уменьшительно-ласкательное название шори́нью) — жанр бразильской народной музыки, а также музыкальный ансамбль, исполняющий инструментальную пьесу такого жанра. Шору возник во второй половине XIX века в бедных кварталах Рио-де-Жанейро. Исполняется в быстром ритме, отличается виртуозностью и импровизацией. Считается первым самостоятельным жанром бразильской городской популярной музыки.

## История возникновения

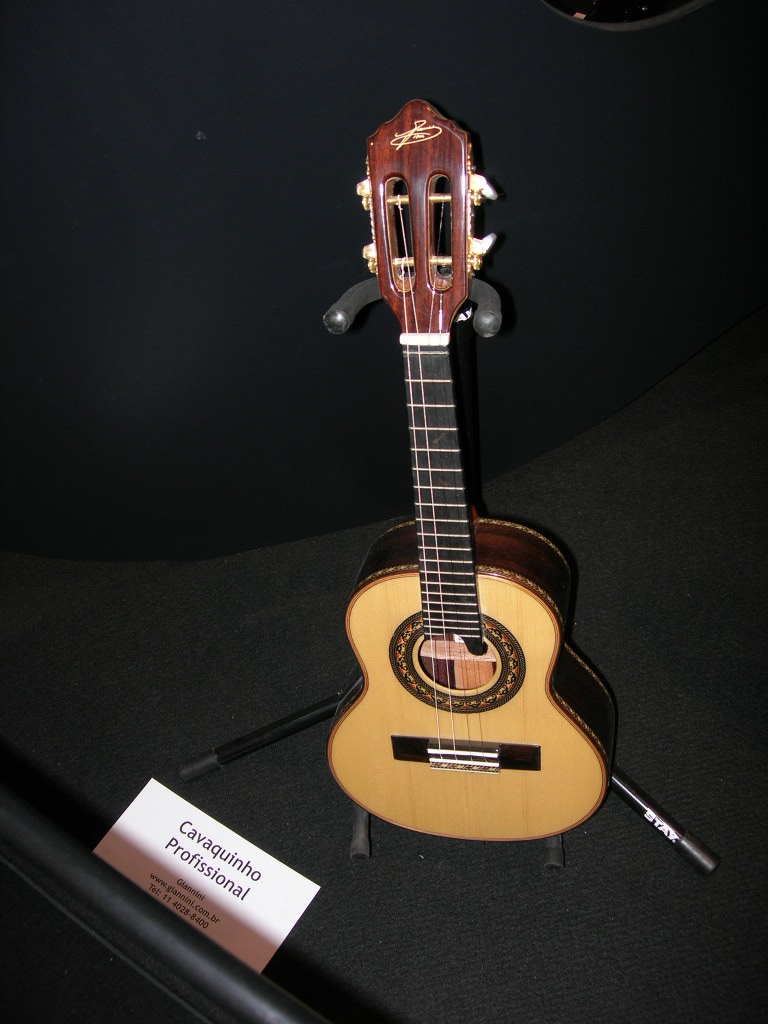
Кавакиньо (cavaquinho) — обязательный инструмент в ансамбле шоро

Первоначально шоро исполняло трио в составе: флейта, гитара и кавакиньо (небольшая гитара с четырьмя струнами). С течением времени стали использоваться и другие инструменты: мандолина, кларнет, саксофон, труба и тромбон, иногда ударные. Известно, что первоначально подобные ансамбли формировались по профессиональному признаку — среди ансамблей преобладали состоящие из работников почтовой/телеграфной службы и железнодорожного транспорта. Термин «шоро» использовался сначала для обозначения именно инструментального ансамбля и его стиля исполнения (первое упоминание в подобном значении относится к 1870 году), позднее термин стал употребляться и для обозначения отдельной пьесы и целого музыкального жанра. Привычная форма шоро как отдельной пьесы — рондо. Появление шоро было обусловлено влиянием нескольких культур: африканских ритмов, мелодий индейцев, европейской музыкальной традиции (полька, вальс, мазурка), латиноамериканской музыки (хабанера…). Ансамбли играли на улицах городов, в трактирах, на праздниках и карнавалах. В 1910 годах появились первые записи подобных ансамблей на граммофон. Настоящее признание и международный успех шоро пришёл в эпоху радио (в 1930-е годы). В конце 1970-х годов бразильское правительство прилагало успешные усилия по популяризации жанра путём проведения под эгидой телевидения общенациональная фестивалей в 1977 и 1978 годах, которые привлекли к шоро внимание молодого поколения профессиональных музыкантов.

## Шору в академической музыке XX века
Большинство бразильских композиторов признают большую роль шору в истории национальной инструментальной музыки. Эйтор Вилла-Лобос называл шору «истинным воплощением бразильской души». Ему принадлежат «Бразильская народная сюита» для гитары (состоит из пяти шору, где каждая из четырёх первых пьес стилизована под жанры европейской музыки, признаваемых музыковедами в качестве источников формирования шору: мазурка, экосез, вальс и гавот) и «14 шоро» (1920—1929 годы сочинения). Во время пребывания в 1917 году в Бразилии французский композитор Дариус Мийо был настолько очарован шору, что сочинил балет «Бык на крыше» (1919), в котором используется около 30 бразильских мелодий, преимущественно шору, а также сюиту «Бразильские танцы» (другое название «Тоска по Бразилии», сочинение 1921 года), в которых также цитируются шору, услышанные композитором в Бразилии.
Данный городской танцевальный жанр в сферу академической музыки активно вводил Камаргу Гуарньери, создав серию шору для солирующих инструментов с оркестром (для кларнета, фагота, флейты, фортепиано, гитары, виолончели, скрипки), кроме того — Choro Torturado.